# Philip Turnbull (hokej na travi)
Philip Bernard Turnbull (1879. — 20. listopada 1930.) je bivši velški hokejaš na travi iz Cardiffa.
Osvojio je brončano odličje na hokejaškom turniru na Olimpijskim igrama 1908. u Londonu igrajući za Wales. 

## Vanjske poveznice
- Profil na Database Olympics
- Profil na Sports Reference.com  Arhivirana inačica izvorne stranice od 4. studenoga 2012. (Wayback Machine)